# Seconda Categoria 1906
Il campionato italiano di football di Seconda Categoria del 1906 fu il terzo campionato italiano di calcio per seconde squadre disputato in Italia. Fu vinto dal Milan II.
Al torneo partecipavano le seconde squadre dei club di Prima Categoria, più tre squadre titolari di società provinciali di recente affiliazione. Il campionato assunse dunque una marcata natura ibrida, aggiungendo all'originario spirito di torneo per le riserve dei sodalizi metropolitani quello di banco di prova per le formazioni delle città minori, le quali, essendo meno a contatto per motivi economici con i commercianti e sportivi inglesi, venivano considerate ipso facto più deboli.

## Partecipanti
Squadre riserve
- Andrea Doria II
- Genoa II
- Juventus II
- Milan II
- US Milanese II

Squadre titolari
- F.C. Bergamo
- Pro Vercelli
- Virtus Juventusque

## Risultati

### Eliminatorie

#### Piemonte
| Squadra      | Pt | G | V | N | P | GF | GS | DR |
| ------------ | -- | - | - | - | - | -- | -- | -- |
| Juventus II  | 4  | 2 | 2 | 0 | 0 | 7  | 0  | +7 |
| Pro Vercelli | 0  | 2 | 0 | 0 | 2 | 0  | 7  | -7 |

| Torino 14 gennaio 1906 Andata       | Juventus II | 4 – 0 | Pro Vercelli | Velodromo Umberto I |
| \| \| \| \| \| ? \| Marcatori \| \| |             |       |              |                     |
|                                     |             |       |              |                     |
| ?                                   | Marcatori   |       |              |                     |

| Vercelli 21 gennaio 1906 Ritorno    | Pro Vercelli | 0 – 3 | Juventus II |  |
| \| \| \| \| \| \| Marcatori \| ? \| |              |       |             |  |
|                                     |              |       |             |  |
|                                     | Marcatori    | ?     |             |  |

- Juventus II qualificata al girone finale.

#### Lombardia
| Squadra        | Pt | G | V | N | P | GF | GS | DR |
| -------------- | -- | - | - | - | - | -- | -- | -- |
| Milan II       | 4  | 2 | 2 | 0 | 0 | 8  | 1  | +7 |
| F.C. Bergamo   | 2  | 2 | 1 | 0 | 1 | 2  | 5  | -3 |
| US Milanese II | 0  | 2 | 0 | 0 | 2 | 0  | 4  | -4 |

| Bergamo 7 gennaio 1906 Eliminatoria lombarda - 1ª partita | F.C. Bergamo | 1 – 5 referto | Milan II |  |
| \| \| \| \| \| ? \| Marcatori \| ? \|                     |              |               |          |  |
|                                                           |              |               |          |  |
| ?                                                         | Marcatori    | ?             |          |  |

| Milano 14 gennaio 1906 Eliminatoria lombarda - 2ª partita | US Milanese II | 0 – 1 | F.C. Bergamo |  |
| \| \| \| \| \| \| Marcatori \| ? \|                       |                |       |              |  |
|                                                           |                |       |              |  |
|                                                           | Marcatori      | ?     |              |  |

| Arbitro: | Kilpin (Milano) |

|                            |           |  |
| Colombo 8’ ? 40’ Stabilini | Marcatori |  |

- Milan II qualificata al girone finale.

#### Liguria e Toscana
| Squadra            | Pt | G | V | N | P | GF | GS | DR |
| ------------------ | -- | - | - | - | - | -- | -- | -- |
| Genoa II           | 4  | 2 | 2 | 0 | 0 | 5  | 1  | +4 |
| Andrea Doria II    | 2  | 2 | 1 | 0 | 1 | 5  | 3  | +2 |
| Virtus Juventusque | 0  | 2 | 0 | 0 | 2 | 1  | 7  | -6 |

| Livorno 7 gennaio 1906 Eliminatoria ligure-toscana - 1ª partita | Virtus Juventusque | 1 – 2 | Genoa II |  |
| \| \| \| \| \| ? \| Marcatori \| ? \|                           |                    |       |          |  |
|                                                                 |                    |       |          |  |
| ?                                                               | Marcatori          | ?     |          |  |

| Genova 14 gennaio 1906 Eliminatoria ligure-toscana - 2ª partita | Andrea Doria II | 5 – 0 | Virtus Juventusque |  |
| \| \| \| \| \| ? \| Marcatori \| \|                             |                 |       |                    |  |
|                                                                 |                 |       |                    |  |
| ?                                                               | Marcatori       |       |                    |  |

| Genova 21 gennaio 1906, ore 14:00 CET Eliminatoria ligure-toscana - 3ª partita | Genoa II  | 3 – 0 | Andrea Doria II | Campo Sportivo di Ponte Carrega |
| \| \| \| \| \| ? \| Marcatori \| \|                                            |           |       |                 |                                 |
|                                                                                |           |       |                 |                                 |
| ?                                                                              | Marcatori |       |                 |                                 |

- Genoa II qualificata al girone finale.

### Girone finale
Il campionato, il primo a vedere al via una formazione toscana aggregata però alla Liguria per mancanza di avversari, fu anch'esso condizionato nei suoi esiti dalle roventi polemiche della Prima Categoria 1906. In seguito ai gravi incidenti e alle presunte irregolarità arbitrali lamentate dai rossoblù nel match della prima squadra in casa della Juventus del 18 marzo, la società ligure si rifiutò di mandare in Piemonte i suoi giovani la domenica successiva protestando contro la mancanza di sicurezza e il rifiuto federale di concedere la vittoria a tavolino ai titolari, e ciò nonostante potesse ancore ambire ad agganciare il Milan nella lotta al titolo di II livello, che così fu conclusa per rinuncia come poi avvenne nel campionato maggiore.
| Squadra     | Pt | G | V | N | P | GF | GS | DR |
| ----------- | -- | - | - | - | - | -- | -- | -- |
| Milan II    | 6  | 4 | 3 | 0 | 1 | 9  | 1  | +8 |
| Genoa II    | 4  | 4 | 2 | 0 | 2 | 3  | 6  | -3 |
| Juventus II | 2  | 4 | 1 | 0 | 3 | 2  | 7  | -5 |

| Arbitro: | Bertinetti (Vercelli) |

|  |           |                       |
|  | Marcatori | Della Longa Stabilini |

| Genova 11 febbraio 1906 Girone Finale - 2ª partita | Genoa II  | 2 – 0 | Juventus II | Campo Sportivo di Ponte Carrega |
| \| \| \| \| \| ? \| Marcatori \| \|                |           |       |             |                                 |
|                                                    |           |       |             |                                 |
| ?                                                  | Marcatori |       |             |                                 |

| Arbitro: | Suter (Milano) |

|   |           |  |
| ? | Marcatori |  |

| Genova 11 marzo 1906 Girone Finale - 4ª partita | Genoa II  | 1 – 0 referto | Milan II | Campo Sportivo di Ponte Carrega |
| \| \| \| \| \| ? \| Marcatori \| \|             |           |               |          |                                 |
|                                                 |           |               |          |                                 |
| ?                                               | Marcatori |               |          |                                 |

| Arbitro: | Recalcati (Milano) |

|          |           |  |
| Knoote ? | Marcatori |  |

| Torino 25 marzo 1906 Girone Finale - 6ª partita | Juventus II | 2 – 0 (tav.) | Genoa II |  |

| Milan Campione d'Italia di Seconda Categoria 1906 |

#### Squadra campione
Milan II: Gerolamo Radice (1883), Andrea Meschia (1885), Federici, Porro, Giulio Ermolli (1881), Gian Guido Piazza (1887), Guerriero Colombo (1880), Colombo, Stabilini (1884), Giuseppe Camperio (1887), Della Longa (1884).